# КК Црвена звезда сезона 2018/19.
Сезона 2018/19. КК Црвена звезда обухвата све резултате и остале информације везане за наступ Црвене звезде у сезони 2018/19. и то у следећим такмичењима: Еврокуп, Јадранска лига, Суперкуп Јадранске лиге, Суперлига Србије и Куп Радивоја Кораћа. У овој сезони Црвена звезда је сакупила 54 победе и 14 пораза.

## Прелазни рок
Истекли уговори по завршетку сезоне 2017/18: Перо Антић, Немања Дангубић, Ален Омић, Тејлор Рочести и Филип Човић.
- 13. јул 2018: За новог тренера Црвене звезде именован је Милан Томић. Уговор је потписан на три сезоне.[1]
- 14. јул 2018: Били Барон је потписао једногодишњи уговор са Црвеном звездом.[2]
- 16. јул 2018: Душан Ристић је потписао трогодишњи уговор са Црвеном звездом.[3]
- 17. јул 2018: Мајк Цирбес је потписао једногодишњи уговор са Црвеном звездом.[4]
- 18. јул 2018: Мајкл Оџо је потписао двогодишњи уговор са Црвеном звездом.[5]
- 30. јул 2018: Матијас Лесор је потписао двогодишњи (1+1) уговор са Малагом. Црвеној звезди је припало обештећење од 250.000 евра.[6]
- 3. август 2018: Стратос Перпероглу је потписао једногодишњи уговор са Црвеном звездом.[7]
- 4. август 2018: Мохамед Фаје је потписао једногодишњи уговор са Црвеном звездом.[8]
- 10. август 2018: Џо Регланд је потписао једногодишњи уговор са Црвеном звездом.[9]
- 11. август 2018: Џејмс Фелдин је потписао једногодишњи уговор са Хапоелом из Јерусалима.[10]
- 13. август 2018: Бориша Симанић враћен са једногодишње позајмице ФМП-у. Никола Јовановић је прослеђен на једногодишњу позајмицу у италијански клуб Аквила баскет Тренто. Стефан Јанковић није дошао на почетак припрема због чега је клуб покренуо дисциплински поступак.[11]
- 14. септембар 2018: Немања Ненадић је потписао трогодишњи уговор са Црвеном звездом.[12]
- 11. фебруар 2019: Кеј Си Риверс је потписао уговор са Црвеном звездом до краја сезоне.[13]
- 3. мај 2019: Мајк Цирбес је напустио Црвену звезду и прешао у кинески Гуангси Веиџуанг. Цирбес није био пријављен за Суперлигу Србије 2019. због правила о максималном дозвољеном броју странаца у домаћим такмичењима.[14]

## Састав тима
Од 3. маја 2019.
| Број | Име и презиме      | Позиција              | Датум рођења        | Дошао | Дошао из           | Напомене |
| ---- | ------------------ | --------------------- | ------------------- | ----- | ------------------ | -------- |
| 1    | Џо Регланд         | плејмејкер            | 11. новембар 1989.  | 2018. | Локомотива Кубањ   |          |
| 2    | Алекса Раданов     | бек / крило           | 1. фебруар 1998.    | 2018. | ФМП                |          |
| 3    | Филип Човић        | плејмејкер            | 5. јун 1989.        | 2018. | ФМП                |          |
| 4    | Марко Кешељ        | крило                 | 2. јануар 1988.     | 2017. | Остенде            |          |
| 5    | Стратос Перпероглу | крило                 | 7. август 1984.     | 2018. | Хапоел Јерусалим   |          |
| 7    | Дејан Давидовац    | бек / крило           | 17. јануар 1995.    | 2017. | ФМП                |          |
| 9    | Немања Ненадић     | бек / крило           | 2. јануар 1994.     | 2018. | ФМП                |          |
| 10   | Бранко Лазић       | бек / крило           | 12. јануар 1989.    | 2011. | ФМП                | капитен  |
| 11   | Мохамед Фаје       | крилни центар         | 14. септембар 1985. | 2018. | Промитеас Патра    |          |
| 12   | Били Барон         | плејмејкер            | 11. децембар 1990.  | 2018. | Ескишехир          |          |
| 13   | Огњен Добрић       | бек / крило           | 27. октобар 1994.   | 2016. | ФМП                |          |
| 14   | Душан Ристић       | центар                | 27. новембар 1995.  | 2018. | Аризона вајлдкетси |          |
| 22   | Бориша Симанић     | крило / крилни центар | 20. март 1998.      | 2018. | ФМП                |          |
| 23   | Кеј Си Риверс      | бек / крило           | 1. март 1987.       | 2019. | Ређана             |          |
| 50   | Мајкл Оџо          | центар                | 5. јануар 1993.     | 2018. | ФМП                |          |

### План позиција
| Поз. | Прва петорка   | Прве замене     | Друге замене   | Резерве |
| ---- | -------------- | --------------- | -------------- | ------- |
| Ц    | Мајкл Оџо      | Мајк Цирбес     | Душан Ристић   |         |
| КЦ   | Бориша Симанић | Мохамед Фаје    | Марко Кешељ    |         |
| К    | Бранко Лазић   | Огњен Добрић    | Алекса Раданов |         |
| Б    | Били Барон     | Кеј Си Риверс   | Немања Ненадић |         |
| П    | Џо Регланд     | Дејан Давидовац | Филип Човић    |         |

## Промене у саставу
| - Били Барон (из Ескишехир) - Душан Ристић (из Аризона вајлдкетси) - Мајк Цирбес (из Бајерн Минхен) - Мајкл Оџо (из ФМП) - Стратос Перпероглу (из Хапоел Јерусалим) - Мохамед Фаје (из Промитеас Патра) - Џо Регланд (из Локомотива Кубањ) - Бориша Симанић (из ФМП) - Немања Ненадић (из ФМП) - Кеј Си Риверс (из: Ређана) | - Перо Антић (слободан играч) - Немања Дангубић (у Бајерн Минхен) - Ален Омић (у Будућност) - Тејлор Рочести (у Тјенцин голд лајонси) - Матијас Лесор (у Малага) - Џејмс Фелдин (у Хапоел Јерусалим) - Никола Јовановић (у Аквила баскет Тренто, позајмица) - Стефан Јанковић (у Партизан) - Мајк Цирбес (у Гуангси Веиџуанг) |

## Еврокуп

### Прва фаза „Топ 24“ - Група А
|    | Екипа             | Игр. | Поб. | Изг. | П+  | П-  | П+/- | Тај-брек |
| -- | ----------------- | ---- | ---- | ---- | --- | --- | ---- | -------- |
| 1. | Монако            | 10   | 7    | 3    | 796 | 757 | +39  |          |
| 2. | МораБанк Андора   | 10   | 6    | 4    | 852 | 834 | +18  | 1:1 (+5) |
| 3. | Црвена звезда МТС | 10   | 6    | 4    | 825 | 768 | +57  | 1:1 (-5) |
| 4. | Ратиофарм Улм     | 10   | 5    | 5    | 824 | 827 | -3   |          |
| 5. | Ђермани Бреша     | 10   | 3    | 7    | 780 | 842 | -62  |          |
| 6. | Галатасарај       | 10   | 3    | 7    | 761 | 810 | -49  |          |

- НАПОМЕНА: Поени постигнути у продужецима нису урачунати у табели, а не користе се ни за одређивање предности у случају да су тимови изједначени.

| 2. 10. 2018. 19:00 Извештај |                                                                       | Црвена звезда МТС | 88 : 73                                     | Ратиофарм Улм | Хала Пионир, Београд Гледаоци: 4.876 Судије: Кармело Патернико, Петрос Папапетру, Микола Амбросов |  |
| 2. 10. 2018. 19:00 Извештај | Четвртине: 28:21, 18:22, 16:16, 26:14                                 |                   |                                             |               | Хала Пионир, Београд Гледаоци: 4.876 Судије: Кармело Патернико, Петрос Папапетру, Микола Амбросов |  |
| 2. 10. 2018. 19:00 Извештај | Поени: Барон 19 Скокови: Оџо 10 Асистенције: Регланд 6 Индекс: Оџо 29 |                   | Фоту 16 Еванс, Фоту 6 Грин, Милер 4 Фоту 19 |               | Хала Пионир, Београд Гледаоци: 4.876 Судије: Кармело Патернико, Петрос Папапетру, Микола Амбросов |  |

| 10. 10. 2018. 19:45 Извештај |                                                                                 | Монако | 63 : 66                                       | Црвена звезда МТС | Хала Гастон Медесин, Монако Гледаоци: 1.699 Судије: Карлос Перуга, Ерсан Картал, Едуард Удјанскиј |  |
| 10. 10. 2018. 19:45 Извештај | Четвртине: 6:17, 18:12, 20:8, 19:29                                             |        |                                               |                   | Хала Гастон Медесин, Монако Гледаоци: 1.699 Судије: Карлос Перуга, Ерсан Картал, Едуард Удјанскиј |  |
| 10. 10. 2018. 19:45 Извештај | Поени: Кикановић 22 Скокови: Хамер 12 Асистенције: Џоунс 7 Индекс: Кикановић 21 |        | Перпероглу, Регланд 13 Оџо 7 Човић 3 Барон 15 |                   | Хала Гастон Медесин, Монако Гледаоци: 1.699 Судије: Карлос Перуга, Ерсан Картал, Едуард Удјанскиј |  |

| 16. 10. 2018. 19:00 Извештај |                                                                           | Црвена звезда МТС | 85 : 79                               | МораБанк Андора | Хала Пионир, Београд Гледаоци: 4.987 Судије: Јакуб Замојски, Аре Халико, Семјон Овинов |  |
| 16. 10. 2018. 19:00 Извештај | Четвртине: 16:17, 28:16, 16:25, 25:21                                     |                   |                                       |                 | Хала Пионир, Београд Гледаоци: 4.987 Судије: Јакуб Замојски, Аре Халико, Семјон Овинов |  |
| 16. 10. 2018. 19:00 Извештај | Поени: Регланд 24 Скокови: Фаје 11 Асистенције: Регланд 8 Индекс: Фаје 28 |                   | Јелинек 18 Енис 5 Албиси 12 Албиси 26 |                 | Хала Пионир, Београд Гледаоци: 4.987 Судије: Јакуб Замојски, Аре Халико, Семјон Овинов |  |

| 24. 10. 2018. 20:30 Извештај |                                                                           | Ђермани Бреша | 69 : 61                                | Црвена звезда МТС | ПалаЏорџ, Бреша Гледаоци: 2.150 Судије: Пјотр Пастусјак, Мориц Рајтер, Артурас Сукис |  |
| 24. 10. 2018. 20:30 Извештај | Четвртине: 15:31, 24:7, 17:12, 13:11                                      |               |                                        |                   | ПалаЏорџ, Бреша Гледаоци: 2.150 Судије: Пјотр Пастусјак, Мориц Рајтер, Артурас Сукис |  |
| 24. 10. 2018. 20:30 Извештај | Поени: Беверли 15 Скокови: Церини 8 Асистенције: Мос 5 Индекс: Беверли 16 |               | Барон 22 Цирбес 8 Регланд 7 Регланд 17 |                   | ПалаЏорџ, Бреша Гледаоци: 2.150 Судије: Пјотр Пастусјак, Мориц Рајтер, Артурас Сукис |  |

| 30. 10. 2018. 19:00 Извештај |                                                                          | Црвена звезда МТС | 87 : 57                                | Галатасарај | Хала Пионир, Београд Гледаоци: 5.896 Судије: Бењамин Хименез, Спирос Контас, Гитис Вилијус |  |
| 30. 10. 2018. 19:00 Извештај | Четвртине: 26:13, 18:13, 25:21, 18:10                                    |                   |                                        |             | Хала Пионир, Београд Гледаоци: 5.896 Судије: Бењамин Хименез, Спирос Контас, Гитис Вилијус |  |
| 30. 10. 2018. 19:00 Извештај | Поени: Регланд 21 Скокови: Барон 7 Асистенције: Барон 5 Индекс: Барон 26 |                   | Вебстер 16 Огаст 9 4 играча 2 Огаст 19 |             | Хала Пионир, Београд Гледаоци: 5.896 Судије: Бењамин Хименез, Спирос Контас, Гитис Вилијус |  |

| 7. 11. 2018. 19:30 Извештај |                                                                                 | Ратиофарм Улм | 95 : 80                               | Црвена звезда МТС | Ратиофарм арена, Улм Гледаоци: 5.200 Судије: Фернандо Роха, Амит Балак, Жорди Алијага |  |
| 7. 11. 2018. 19:30 Извештај | Четвртине: 21:17, 29:16, 23:24, 22:23                                           |               |                                       |                   | Ратиофарм арена, Улм Гледаоци: 5.200 Судије: Фернандо Роха, Амит Балак, Жорди Алијага |  |
| 7. 11. 2018. 19:30 Извештај | Поени: Еванс 23 Скокови: Еванс 11 Асистенције: Акпинар, Фоту 3 Индекс: Еванс 31 |               | Добрић 21 Фаје 12 Регланд 7 Добрић 26 |                   | Ратиофарм арена, Улм Гледаоци: 5.200 Судије: Фернандо Роха, Амит Балак, Жорди Алијага |  |

| 14. 11. 2018. 19:00 Извештај |                                                                         | Црвена звезда МТС | 75 : 91                                    | Монако | Хала Пионир, Београд Гледаоци: 4.952 Судије: Данијел Јерезуело, Ерсан Картал, Микола Амбросов |  |
| 14. 11. 2018. 19:00 Извештај | Четвртине: 29:29, 16:15, 17:32, 13:15                                   |                   |                                            |        | Хала Пионир, Београд Гледаоци: 4.952 Судије: Данијел Јерезуело, Ерсан Картал, Микола Амбросов |  |
| 14. 11. 2018. 19:00 Извештај | Поени: Барон 14 Скокови: Фаје 8 Асистенције: Регланд 8 Индекс: Барон 13 |                   | Нидам 21 Лакомб 6 Лакомб, Нидам 6 Нидам 28 |        | Хала Пионир, Београд Гледаоци: 4.952 Судије: Данијел Јерезуело, Ерсан Картал, Микола Амбросов |  |

| 20. 11. 2018. 20:00 Извештај |                                                                         | МораБанк Андора | 91 : 80                                               | Црвена звезда МТС | Спортска дворана Андора, Андора Гледаоци: 2.530 Судије: Христос Христодулу, Ингус Бауманис, Уже Тепеније |  |
| 20. 11. 2018. 20:00 Извештај | Четвртине: 25:20, 21:27, 25:15, 20:18                                   |                 |                                                       |                   | Спортска дворана Андора, Андора Гледаоци: 2.530 Судије: Христос Христодулу, Ингус Бауманис, Уже Тепеније |  |
| 20. 11. 2018. 20:00 Извештај | Поени: Албиси 19 Скокови: Стевић 7 Асистенције: Лус 5 Индекс: Албиси 22 |                 | Регланд 20 Фаје 9 Барон, Регланд 3 Регланд, Цирбес 17 |                   | Спортска дворана Андора, Андора Гледаоци: 2.530 Судије: Христос Христодулу, Ингус Бауманис, Уже Тепеније |  |

| 12. 12. 2018. 19:00 Извештај |                                                                                         | Црвена звезда МТС | 103 : 67                                  | Ђермани Бреша | Хала Пионир, Београд Гледаоци: 4.682 Судије: Спирос Контас, Јургис Лауринавичијус, Томаш Травицки |  |
| 12. 12. 2018. 19:00 Извештај | Четвртине: 31:14, 34:8, 17:21, 21:24                                                    |                   |                                           |               | Хала Пионир, Београд Гледаоци: 4.682 Судије: Спирос Контас, Јургис Лауринавичијус, Томаш Травицки |  |
| 12. 12. 2018. 19:00 Извештај | Поени: Регланд 16 Скокови: Ристић, Симанић 6 Асистенције: Регланд 10 Индекс: Регланд 27 |                   | Ален 17 Лаквинтана 5 Ален 3 Лаквинтана 14 |               | Хала Пионир, Београд Гледаоци: 4.682 Судије: Спирос Контас, Јургис Лауринавичијус, Томаш Травицки |  |

| 18. 12. 2018. 18:00 Извештај |                                                                           | Галатасарај | 83 : 100                             | Црвена звезда МТС | Синан Ердем Дом, Истанбул Гледаоци: 1.702 Судије: Ане Пантер, Аре Халико, Микеле Роси |  |
| 18. 12. 2018. 18:00 Извештај | Четвртине: 26:24, 16:25, 26:30, 15:21                                     |             |                                      |                   | Синан Ердем Дом, Истанбул Гледаоци: 1.702 Судије: Ане Пантер, Аре Халико, Микеле Роси |  |
| 18. 12. 2018. 18:00 Извештај | Поени: Хејс 30 Скокови: 3 играча 4 Асистенције: Вебстер 7 Индекс: Хејс 31 |             | Барон 20 Оџо 7 Регланд 12 Регланд 31 |                   | Синан Ердем Дом, Истанбул Гледаоци: 1.702 Судије: Ане Пантер, Аре Халико, Микеле Роси |  |

### Друга фаза „Топ 16“ — Група Г
| Прва два у групи пролазе у четвртфинале |
| Елиминисани                             |

|    | Екипа             | Игр. | Поб. | Изг. | П+  | П-  | П+/- | Тај-брек |
| -- | ----------------- | ---- | ---- | ---- | --- | --- | ---- | -------- |
| 1. | Валенсија         | 6    | 6    | 0    | 501 | 458 | +43  |          |
| 2. | Уникаха           | 6    | 3    | 3    | 468 | 485 | -17  |          |
| 3. | Црвена звезда МТС | 6    | 2    | 4    | 490 | 485 | +5   |          |
| 4. | Лимож             | 6    | 1    | 5    | 450 | 481 | -31  |          |

- НАПОМЕНА: Поени постигнути у продужецима нису урачунати у табели, а не користе се ни за одређивање предности у случају да су тимови изједначени.

| 2. 1. 2019. 20:00 Извештај |                                                                                        | Црвена звезда МТС | 83 : 71                              | Лимож | Хала Пионир, Београд Гледаоци: 5.897 Судије: Карлос Перуга, Петрос Папапетру, Роберт Виклицки |  |
| 2. 1. 2019. 20:00 Извештај | Четвртине: 25:16, 15:16, 18:21, 25:18                                                  |                   |                                      |       | Хала Пионир, Београд Гледаоци: 5.897 Судије: Карлос Перуга, Петрос Папапетру, Роберт Виклицки |  |
| 2. 1. 2019. 20:00 Извештај | Поени: Барон 13 Скокови: Перпероглу 8 Асистенције: Давидовац, Човић 6 Индекс: Барон 22 |                   | Харди 20 Бутсјел 8 Џордан 7 Харди 20 |       | Хала Пионир, Београд Гледаоци: 5.897 Судије: Карлос Перуга, Петрос Папапетру, Роберт Виклицки |  |

| 8. 1. 2019. 20:45 Извештај |                                                                                         | Уникаха | 79 : 74                                        | Црвена звезда МТС | Палата спортова Хосе Марија Мартин Карпена, Малага Гледаоци: 5.032 Судије: Христос Христодулу, Клеменс Фриц, Гитис Вилијус |  |
| 8. 1. 2019. 20:45 Извештај | Четвртине: 26:13, 25:24, 14:18, 14:19                                                   |         |                                                |                   | Палата спортова Хосе Марија Мартин Карпена, Малага Гледаоци: 5.032 Судије: Христос Христодулу, Клеменс Фриц, Гитис Вилијус |  |
| 8. 1. 2019. 20:45 Извештај | Поени: Лесор 16 Скокови: Шермадини 9 Асистенције: Робертс, Фернандез 4 Индекс: Лесор 25 |         | Перпероглу 23 Ристић 8 Регланд 7 Перпероглу 20 |                   | Палата спортова Хосе Марија Мартин Карпена, Малага Гледаоци: 5.032 Судије: Христос Христодулу, Клеменс Фриц, Гитис Вилијус |  |

| 16. 1. 2019. 20:45 Извештај |                                                                            | Валенсија | 92 : 76                                | Црвена звезда МТС | Арена Фуенте Сан Луис, Валенсија Гледаоци: 6.312 Судије: Петри Мантила, Јургис Лауринавичијус, Томаш Травицки |  |
| 16. 1. 2019. 20:45 Извештај | Четвртине: 21:23, 21:14, 25:20, 25:19                                      |           |                                        |                   | Арена Фуенте Сан Луис, Валенсија Гледаоци: 6.312 Судије: Петри Мантила, Јургис Лауринавичијус, Томаш Травицки |  |
| 16. 1. 2019. 20:45 Извештај | Поени: Дубљевић 14 Скокови: Дубљевић 8 Асистенције: Дио 5 Индекс: Томас 21 |           | Регланд 21 Оџо 6 4 играча 3 Регланд 23 |                   | Арена Фуенте Сан Луис, Валенсија Гледаоци: 6.312 Судије: Петри Мантила, Јургис Лауринавичијус, Томаш Травицки |  |

| 23. 1. 2019. 19:00 Извештај |                                                                                     | Црвена звезда МТС | 81 : 82                                        | Валенсија | Хала Пионир, Београд Гледаоци: 5.898 Судије: Емин Могулкоч, Серхио Силва, Уже Тепеније |  |
| 23. 1. 2019. 19:00 Извештај | Четвртине: 17:21, 27:21, 14:22, 23:18                                               |                   |                                                |           | Хала Пионир, Београд Гледаоци: 5.898 Судије: Емин Могулкоч, Серхио Силва, Уже Тепеније |  |
| 23. 1. 2019. 19:00 Извештај | Поени: Перпероглу 26 Скокови: Фаје 10 Асистенције: 3 играча 3 Индекс: Перпероглу 22 |                   | Дубљевић 24 Дубљевић 8 Ван Росом 6 Дубљевић 29 |           | Хала Пионир, Београд Гледаоци: 5.898 Судије: Емин Могулкоч, Серхио Силва, Уже Тепеније |  |

| 29. 1. 2019. 21:00 Извештај |                                                                                       | Лимож | 72 : 71                                       | Црвена звезда МТС | Палата спортова Боблан, Лимож Гледаоци: 4.200 Судије: Петрос Папапетру, Жорди Алијага, Ерсан Картал |  |
| 29. 1. 2019. 21:00 Извештај | Четвртине: 15:16, 25:19, 8:25, 24:11                                                  |       |                                               |                   | Палата спортова Боблан, Лимож Гледаоци: 4.200 Судије: Петрос Папапетру, Жорди Алијага, Ерсан Картал |  |
| 29. 1. 2019. 21:00 Извештај | Поени: Бутсјел, Мајлс 13 Скокови: Бутсјел 13 Асистенције: Тејлор 7 Индекс: Бутсјел 24 |       | Регланд 15 Оџо, Ристић 6 Регланд 6 Регланд 25 |                   | Палата спортова Боблан, Лимож Гледаоци: 4.200 Судије: Петрос Папапетру, Жорди Алијага, Ерсан Картал |  |

| 5. 2. 2019. 18:45 Извештај |                                                                                | Црвена звезда МТС | 105 : 89                                                                | Уникаха | Хала Пионир, Београд Гледаоци: 2.896 Судије: Фернандо Роха, Сефи Шемеш, Роберт Виклицки |  |
| 5. 2. 2019. 18:45 Извештај | Четвртине: 26:27, 31:14, 24:24, 24:24                                          |                   |                                                                         |         | Хала Пионир, Београд Гледаоци: 2.896 Судије: Фернандо Роха, Сефи Шемеш, Роберт Виклицки |  |
| 5. 2. 2019. 18:45 Извештај | Поени: Регланд 17 Скокови: Симанић 7 Асистенције: Регланд 7 Индекс: Регланд 21 |                   | Фернандез 14 Милосављевић, Шермадини 4 Боутрајт, Робертс 3 Фернандез 17 |         | Хала Пионир, Београд Гледаоци: 2.896 Судије: Фернандо Роха, Сефи Шемеш, Роберт Виклицки |  |

## Јадранска лига
|    | Тим               | Игр. | Поб. | Изг. | П+   | П-   | П+/- | Бод |
| -- | ----------------- | ---- | ---- | ---- | ---- | ---- | ---- | --- |
| 1  | Црвена звезда МТС | 22   | 21   | 1    | 1875 | 1517 | +358 | 43  |
| 2  | Цедевита          | 22   | 16   | 6    | 1924 | 1769 | +155 | 38  |
| 3  | Будућност ВОЛИ    | 22   | 16   | 6    | 1783 | 1636 | +147 | 38  |
| 4  | Партизан НИС      | 22   | 14   | 8    | 1779 | 1663 | +116 | 36  |
| 5  | Мега Бемакс       | 22   | 10   | 12   | 1802 | 1880 | -78  | 32  |
| 6  | ФМП               | 22   | 10   | 12   | 1736 | 1786 | -50  | 32  |
| 7  | Цибона            | 22   | 9    | 13   | 1744 | 1810 | -66  | 31  |
| 8  | Игокеа            | 22   | 8    | 14   | 1798 | 1869 | -71  | 30  |
| 9  | Морнар Бар        | 22   | 8    | 14   | 1780 | 1907 | -127 | 30  |
| 10 | Крка              | 22   | 7    | 15   | 1587 | 1776 | -189 | 29  |
| 11 | Задар             | 22   | 7    | 15   | 1803 | 1900 | -97  | 29  |
| 12 | Петрол Олимпија   | 22   | 6    | 16   | 1685 | 1783 | -98  | 28  |

Легенда:
| 28. 9. 2018. 20:00 Извештај |                                                                            | Црвена звезда МТС | 78 : 68                                                     | Цибона | Хала Пионир, Београд Гледаоци: 3.987 Судије: Игор Драгојевић, Марио Мајкић, Бранислав Мрдак |  |
| 28. 9. 2018. 20:00 Извештај | Четвртине: 21:20, 21:15, 17:21, 19:12                                      |                   |                                                             |        | Хала Пионир, Београд Гледаоци: 3.987 Судије: Игор Драгојевић, Марио Мајкић, Бранислав Мрдак |  |
| 28. 9. 2018. 20:00 Извештај | Поени: Регланд 22 Скокови: Оџо 7 Асистенције: Регланд 7 Индекс: Регланд 28 |                   | М. Љубичић 17 М. Љубичић 7 Билиновац 5 М. Љубичић, Розић 19 |        | Хала Пионир, Београд Гледаоци: 3.987 Судије: Игор Драгојевић, Марио Мајкић, Бранислав Мрдак |  |

| 7. 10. 2018. 19:00 Извештај |                                                                               | Будућност ВОЛИ | 71 : 87                                            | Црвена звезда МТС | Спортски центар Морача, Подгорица Гледаоци: 5.248 Судије: Матеј Болтаузер, Сретен Радовић, Сашо Петек |  |
| 7. 10. 2018. 19:00 Извештај | Четвртине: 13:22, 18:23, 19:22, 21:20                                         |                |                                                    |                   | Спортски центар Морача, Подгорица Гледаоци: 5.248 Судије: Матеј Болтаузер, Сретен Радовић, Сашо Петек |  |
| 7. 10. 2018. 19:00 Извештај | Поени: Гордић, Омић 11 Скокови: Омић 11 Асистенције: Гордић 6 Индекс: Омић 23 |                | Перпероглу 20 Барон, Цирбес 6 Регланд 11 Цирбес 25 |                   | Спортски центар Морача, Подгорица Гледаоци: 5.248 Судије: Матеј Болтаузер, Сретен Радовић, Сашо Петек |  |

| 13. 10. 2018. 17:00 Извештај |                                                                                   | Црвена звезда МТС | 80 : 66                                    | Крка | Хала Пионир, Београд Гледаоци: 3.254 Судије: Саша Пукл, Урош Николић, Драган Краљ |  |
| 13. 10. 2018. 17:00 Извештај | Четвртине: 29:17, 17:15, 20:19, 14:15                                             |                   |                                            |      | Хала Пионир, Београд Гледаоци: 3.254 Судије: Саша Пукл, Урош Николић, Драган Краљ |  |
| 13. 10. 2018. 17:00 Извештај | Поени: Барон 13 Скокови: Ристић 6 Асистенције: Барон, Регланд 4 Индекс: Ристић 15 |                   | Маринели 15 Цинац 6 Маринели 7 Маринели 26 |      | Хала Пионир, Београд Гледаоци: 3.254 Судије: Саша Пукл, Урош Николић, Драган Краљ |  |

| 20. 10. 2018. 21:00 Извештај |                                                                              | Црвена звезда МТС | 96 : 75                          | Игокеа | Хала Пионир, Београд Гледаоци: 2.347 Судије: Марко Јурас, Милан Недовић, Радош Арсенијевић |  |
| 20. 10. 2018. 21:00 Извештај | Четвртине: 25:23, 27:21, 23:11, 21:20                                        |                   |                                  |        | Хала Пионир, Београд Гледаоци: 2.347 Судије: Марко Јурас, Милан Недовић, Радош Арсенијевић |  |
| 20. 10. 2018. 21:00 Извештај | Поени: Раданов 16 Скокови: Цирбес 5 Асистенције: Човић 10 Индекс: Раданов 22 |                   | Лешић 21 Илић 6 Талић 6 Лешић 20 |        | Хала Пионир, Београд Гледаоци: 2.347 Судије: Марко Јурас, Милан Недовић, Радош Арсенијевић |  |

| 27. 10. 2018. 18:30 Извештај |                                                                    | ФМП | 72 : 81                       | Црвена звезда МТС | Дворана Железник, Београд Гледаоци: 1.400 Судије: Урош Обркнежевић, Јосип Радојковић, Гордан Терлевић |  |
| 27. 10. 2018. 18:30 Извештај | Четвртине: 12:25, 20:20, 17:15, 23:21                              |     |                               |                   | Дворана Железник, Београд Гледаоци: 1.400 Судије: Урош Обркнежевић, Јосип Радојковић, Гордан Терлевић |  |
| 27. 10. 2018. 18:30 Извештај | Поени: Апић 22 Скокови: Рит 8 Асистенције: Ребец 9 Индекс: Апић 30 |     | Фаје 18 Оџо 8 Човић 6 Фаје 22 |                   | Дворана Железник, Београд Гледаоци: 1.400 Судије: Урош Обркнежевић, Јосип Радојковић, Гордан Терлевић |  |

| 3. 11. 2018. 21:00 Извештај |                                                                                        | Црвена звезда МТС | 94 : 79                            | Цедевита | Хала Пионир, Београд Гледаоци: 4.673 Судије: Саша Пукл, Миливоје Јовчић, Матеј Шпендл |  |
| 3. 11. 2018. 21:00 Извештај | Четвртине: 22:14, 28:20, 22:18, 22:27                                                  |                   |                                    |          | Хала Пионир, Београд Гледаоци: 4.673 Судије: Саша Пукл, Миливоје Јовчић, Матеј Шпендл |  |
| 3. 11. 2018. 21:00 Извештај | Поени: Добрић 17 Скокови: Цирбес 9 Асистенције: Перпероглу, Регланд 6 Индекс: Човић 21 |                   | Бел 19 Стипановић 7 Катић 3 Бел 22 |          | Хала Пионир, Београд Гледаоци: 4.673 Судије: Саша Пукл, Миливоје Јовчић, Матеј Шпендл |  |

| 10. 11. 2018. 17:00 Извештај |                                                                                 | Петрол Олимпија | 60 : 83                          | Црвена звезда МТС | Арена Стожице, Љубљана Гледаоци: 3.500 Судије: Томислав Хордов, Сашо Петек, Владан Шундић |  |
| 10. 11. 2018. 17:00 Извештај | Четвртине: 23:22, 13:21, 13:22, 11:18                                           |                 |                                  |                   | Арена Стожице, Љубљана Гледаоци: 3.500 Судије: Томислав Хордов, Сашо Петек, Владан Шундић |  |
| 10. 11. 2018. 17:00 Извештај | Поени: Рејнолдс 17 Скокови: Џоунс 5 Асистенције: Рејнолдс 6 Индекс: Рејнолдс 22 |                 | Барон 17 Оџо 10 Барон 6 Барон 20 |                   | Арена Стожице, Љубљана Гледаоци: 3.500 Судије: Томислав Хордов, Сашо Петек, Владан Шундић |  |

| 17. 11. 2018. 19:00 Извештај |                                                                       | Црвена звезда МТС | 104 : 71                                         | Морнар Бар | Хала Пионир, Београд Гледаоци: 3.572 Судије: Дамир Јавор, Марио Мајкић, Саша Бабић |  |
| 17. 11. 2018. 19:00 Извештај | Четвртине: 23:16, 27:16, 25:27, 29:12                                 |                   |                                                  |            | Хала Пионир, Београд Гледаоци: 3.572 Судије: Дамир Јавор, Марио Мајкић, Саша Бабић |  |
| 17. 11. 2018. 19:00 Извештај | Поени: Барон 18 Скокови: Оџо 10 Асистенције: Регланд 9 Индекс: Оџо 27 |                   | Браун, Волер 19 Луковић, Сане 5 Браун 5 Волер 15 |            | Хала Пионир, Београд Гледаоци: 3.572 Судије: Дамир Јавор, Марио Мајкић, Саша Бабић |  |

| 24. 11. 2018. 17:00 Извештај |                                                                                          | Партизан НИС | 71 : 77                                        | Црвена звезда МТС | Хала Пионир, Београд Гледаоци: 6.500 Судије: Илија Белошевић, Милија Војиновић, Драган Поробић |  |
| 24. 11. 2018. 17:00 Извештај | Четвртине: 22:15, 19:23, 10:20, 20:19                                                    |              |                                                |                   | Хала Пионир, Београд Гледаоци: 6.500 Судије: Илија Белошевић, Милија Војиновић, Драган Поробић |  |
| 24. 11. 2018. 17:00 Извештај | Поени: Лендејл 18 Скокови: Јанковић, Лендејл 5 Асистенције: Николић 4 Индекс: Лендејл 18 |              | Перпероглу 25 Цирбес 8 Регланд 6 Перпероглу 30 |                   | Хала Пионир, Београд Гледаоци: 6.500 Судије: Илија Белошевић, Милија Војиновић, Драган Поробић |  |

| 9. 12. 2018. 19:00 Извештај |                                                                                             | Црвена звезда МТС | 97 : 70                                  | Задар | Хала Пионир, Београд Гледаоци: 3.048 Судије: Сретен Радовић, Игор Драгојевић, Урош Николић |  |
| 9. 12. 2018. 19:00 Извештај | Четвртине: 22:16, 23:17, 34:20, 18:17                                                       |                   |                                          |       | Хала Пионир, Београд Гледаоци: 3.048 Судије: Сретен Радовић, Игор Драгојевић, Урош Николић |  |
| 9. 12. 2018. 19:00 Извештај | Поени: Регланд 17 Скокови: Давидовац 6 Асистенције: Давидовац, Регланд 9 Индекс: Регланд 28 |                   | Вон 16 Брзоја 6 Божић, Брзоја 5 Божић 11 |       | Хала Пионир, Београд Гледаоци: 3.048 Судије: Сретен Радовић, Игор Драгојевић, Урош Николић |  |

| 15. 12. 2018. 19:00 Извештај |                                                                                          | Мега Бемакс | 68 : 78                                                 | Црвена звезда МТС | Пословно-спортски центар Пинки, Сремска Митровица Гледаоци: 2.170 Судије: Милош Кољеншић, Бранислав Мрдак, Иван Стефановић |  |
| 15. 12. 2018. 19:00 Извештај | Четвртине: 15:20, 10:22, 22:22, 21:14                                                    |             |                                                         |                   | Пословно-спортски центар Пинки, Сремска Митровица Гледаоци: 2.170 Судије: Милош Кољеншић, Бранислав Мрдак, Иван Стефановић |  |
| 15. 12. 2018. 19:00 Извештај | Поени: Битадзе 23 Скокови: Битадзе, Мокока 6 Асистенције: Ратковица 6 Индекс: Битадзе 25 |             | Перпероглу 17 Фаје 10 Барон, Перпероглу 4 Перпероглу 17 |                   | Пословно-спортски центар Пинки, Сремска Митровица Гледаоци: 2.170 Судије: Милош Кољеншић, Бранислав Мрдак, Иван Стефановић |  |

| 22. 12. 2018. 17:00 Извештај |                                                                                         | Цибона | 54 : 76                                 | Црвена звезда МТС | Кошаркашки центар Дражен Петровић, Загреб Гледаоци: 1.850 Судије: Дамир Јавор, Томислав Хордов, Матеј Шпендл |  |
| 22. 12. 2018. 17:00 Извештај | Четвртине: 18:24, 13:14, 17:22, 6:16                                                    |        |                                         |                   | Кошаркашки центар Дражен Петровић, Загреб Гледаоци: 1.850 Судије: Дамир Јавор, Томислав Хордов, Матеј Шпендл |  |
| 22. 12. 2018. 17:00 Извештај | Поени: М. Љубичић 17 Скокови: К. Љубичић 6 Асистенције: Маркота 3 Индекс: М. Љубичић 22 |        | Барон 16 Оџо 10 Регланд 5 Барон, Оџо 26 |                   | Кошаркашки центар Дражен Петровић, Загреб Гледаоци: 1.850 Судије: Дамир Јавор, Томислав Хордов, Матеј Шпендл |  |

| 30. 12. 2018. 19:00 Извештај |                                                                                       | Црвена звезда МТС | 86 : 72                             | Будућност ВОЛИ | Хала Пионир, Београд Гледаоци: 5.978 Судије: Сашо Петек, Јосип Радојковић, Милан Недовић |  |
| 30. 12. 2018. 19:00 Извештај | Четвртине: 23:11, 23:29, 17:23, 23:9                                                  |                   |                                     |                | Хала Пионир, Београд Гледаоци: 5.978 Судије: Сашо Петек, Јосип Радојковић, Милан Недовић |  |
| 30. 12. 2018. 19:00 Извештај | Поени: Перпероглу 23 Скокови: Симанић 12 Асистенције: Регланд 6 Индекс: Перпероглу 28 |                   | Кол 18 К. Кларк 8 3 играча 3 Кол 19 |                | Хала Пионир, Београд Гледаоци: 5.978 Судије: Сашо Петек, Јосип Радојковић, Милан Недовић |  |

| 4. 1. 2019. 18:00 Извештај |                                                                                           | Крка | 66 : 96                                    | Црвена звезда МТС | Спортска дворана Леон Штукељ, Ново Место Гледаоци: 1.500 Судије: Јосип Радојковић, Бранислав Мрдак, Драган Поробић |  |
| 4. 1. 2019. 18:00 Извештај | Четвртине: 13:22, 18:30, 23:17, 12:27                                                     |      |                                            |                   | Спортска дворана Леон Штукељ, Ново Место Гледаоци: 1.500 Судије: Јосип Радојковић, Бранислав Мрдак, Драган Поробић |  |
| 4. 1. 2019. 18:00 Извештај | Поени: Балажич 13 Скокови: Балажич, Маринели 4 Асистенције: Лапорник 7 Индекс: Балажич 19 |      | Кешељ 22 Човић 5 Регланд, Човић 8 Кешељ 20 |                   | Спортска дворана Леон Штукељ, Ново Место Гледаоци: 1.500 Судије: Јосип Радојковић, Бранислав Мрдак, Драган Поробић |  |

| 12. 1. 2019. 17:00 Извештај |                                                                                    | Игокеа | 77 : 79                                           | Црвена звезда МТС | Спортска дворана Лакташи, Лакташи Гледаоци: 3.000 Судије: Урош Обркнежевић, Денис Хаџић, Радош Арсенијевић |  |
| 12. 1. 2019. 17:00 Извештај | Четвртине: 18:20, 25:21, 19:18, 15:20                                              |        |                                                   |                   | Спортска дворана Лакташи, Лакташи Гледаоци: 3.000 Судије: Урош Обркнежевић, Денис Хаџић, Радош Арсенијевић |  |
| 12. 1. 2019. 17:00 Извештај | Поени: Анђушић 15 Скокови: Милошевић 9 Асистенције: Анђушић 5 Индекс: Милошевић 15 |        | Регланд 18 Перпероглу 6 Регланд 7 Оџо, Регланд 18 |                   | Спортска дворана Лакташи, Лакташи Гледаоци: 3.000 Судије: Урош Обркнежевић, Денис Хаџић, Радош Арсенијевић |  |

| 19. 1. 2019. 19:00 Извештај |                                                                           | Црвена звезда МТС | 79 : 62                                       | ФМП | Хала Пионир, Београд Гледаоци: 2.345 Судије: Сретен Радовић, Драган Краљ, Гордан Терлевић |  |
| 19. 1. 2019. 19:00 Извештај | Четвртине: 18:9, 22:12, 16:23, 23:18                                      |                   |                                               |     | Хала Пионир, Београд Гледаоци: 2.345 Судије: Сретен Радовић, Драган Краљ, Гордан Терлевић |  |
| 19. 1. 2019. 19:00 Извештај | Поени: Добрић 14 Скокови: Кешељ 6 Асистенције: Човић 5 Индекс: Симанић 17 |                   | Јеремић, Марзет 11 Ђорђевић 7 Пот 4 Марзет 12 |     | Хала Пионир, Београд Гледаоци: 2.345 Судије: Сретен Радовић, Драган Краљ, Гордан Терлевић |  |

| 26. 1. 2019. 17:00 Извештај |                                                                                 | Цедевита | 84 : 68                                | Црвена звезда МТС | Дом спортова, Загреб Гледаоци: 2.800 Судије: Матеј Болтаузер, Дамир Јавор, Матеј Шпендл |  |
| 26. 1. 2019. 17:00 Извештај | Четвртине: 21:20, 28:13, 21:12, 14:23                                           |          |                                        |                   | Дом спортова, Загреб Гледаоци: 2.800 Судије: Матеј Болтаузер, Дамир Јавор, Матеј Шпендл |  |
| 26. 1. 2019. 17:00 Извештај | Поени: Пулен 15 Скокови: Стипановић 8 Асистенције: Кобс 4 Индекс: Стипановић 17 |          | Добрић 17 Добрић 6 Регланд 7 Добрић 21 |                   | Дом спортова, Загреб Гледаоци: 2.800 Судије: Матеј Болтаузер, Дамир Јавор, Матеј Шпендл |  |

| 2. 2. 2019. 19:00 Извештај |                                                                                         | Црвена звезда МТС | 89 : 61                                     | Петрол Олимпија | Хала Пионир, Београд Гледаоци: 3.000 Судије: Урош Обркнежевић, Драган Поробић, Денис Хаџић |  |
| 2. 2. 2019. 19:00 Извештај | Четвртине: 24:19, 25:10, 17:18, 23:14                                                   |                   |                                             |                 | Хала Пионир, Београд Гледаоци: 3.000 Судије: Урош Обркнежевић, Драган Поробић, Денис Хаџић |  |
| 2. 2. 2019. 19:00 Извештај | Поени: Добрић 15 Скокови: Добрић, Оџо, Симанић 6 Асистенције: Човић 12 Индекс: Човић 23 |                   | Лапорник 14 Симоновић 7 Шпан 3 Симоновић 11 |                 | Хала Пионир, Београд Гледаоци: 3.000 Судије: Урош Обркнежевић, Драган Поробић, Денис Хаџић |  |

| 9. 2. 2019. 19:00 Извештај |                                                                                        | Морнар Бар | 57 : 90                                   | Црвена звезда МТС | Спортска дворана Тополица, Бар Гледаоци: 3.000 Судије: Томислав Хордов, Јосип Радојковић, Гордан Терлевић |  |
| 9. 2. 2019. 19:00 Извештај | Четвртине: 14:25, 12:25, 19:30, 12:10                                                  |            |                                           |                   | Спортска дворана Тополица, Бар Гледаоци: 3.000 Судије: Томислав Хордов, Јосип Радојковић, Гордан Терлевић |  |
| 9. 2. 2019. 19:00 Извештај | Поени: Мићовић 15 Скокови: Мићовић 6 Асистенције: Вујошевић, Најт 3 Индекс: Мићовић 16 |            | Барон 14 Оџо 6 Регланд 7 Барон, Добрић 17 |                   | Спортска дворана Тополица, Бар Гледаоци: 3.000 Судије: Томислав Хордов, Јосип Радојковић, Гордан Терлевић |  |

| 3. 3. 2019. 18:00 Извештај |                                                                        | Црвена звезда МТС | 70 : 68                                                      | Партизан НИС | Хала Пионир, Београд Гледаоци: 5.435 Судије: Милош Кољеншић, Марко Јурас, Урош Николић |  |
| 3. 3. 2019. 18:00 Извештај | Четвртине: 16:16, 16:18, 20:14, 18:20                                  |                   |                                                              |              | Хала Пионир, Београд Гледаоци: 5.435 Судије: Милош Кољеншић, Марко Јурас, Урош Николић |  |
| 3. 3. 2019. 18:00 Извештај | Поени: Регланд 18 Скокови: Оџо 9 Асистенције: Регланд 5 Индекс: Оџо 23 |                   | Лендејл, Маринковић 13 Јанковић, Лендејл 6 Пејџ 4 Јарамаз 16 |              | Хала Пионир, Београд Гледаоци: 5.435 Судије: Милош Кољеншић, Марко Јурас, Урош Николић |  |

| 9. 3. 2019. 17:00 Извештај |                                                                         | Задар | 69 : 87                                    | Црвена звезда МТС | Дворана Крешимир Ћосић, Задар Гледаоци: 6.500 Судије: Сашо Петек, Милија Војиновић, Матеј Шпендл |  |
| 9. 3. 2019. 17:00 Извештај | Четвртине: 15:19, 16:18, 17:35, 21:15                                   |       |                                            |                   | Дворана Крешимир Ћосић, Задар Гледаоци: 6.500 Судије: Сашо Петек, Милија Војиновић, Матеј Шпендл |  |
| 9. 3. 2019. 17:00 Извештај | Поени: Литл 22 Скокови: Вуковић 10 Асистенције: Башић 4 Индекс: Литл 25 |       | Регланд 15 Симанић 10 Регланд 5 Симанић 17 |                   | Дворана Крешимир Ћосић, Задар Гледаоци: 6.500 Судије: Сашо Петек, Милија Војиновић, Матеј Шпендл |  |

| 16. 3. 2019. 19:00 Извештај |                                                                                 | Црвена звезда МТС | 100 : 76                                          | Мега Бемакс | Хала Пионир, Београд Гледаоци: 3.274 Судије: Миливоје Јовчић, Марио Мајкић, Игор Драгојевић |  |
| 16. 3. 2019. 19:00 Извештај | Четвртине: 20:23, 37:10, 25:25, 18:18                                           |                   |                                                   |             | Хала Пионир, Београд Гледаоци: 3.274 Судије: Миливоје Јовчић, Марио Мајкић, Игор Драгојевић |  |
| 16. 3. 2019. 19:00 Извештај | Поени: Оџо, Симанић 14 Скокови: Оџо 9 Асистенције: Регланд 7 Индекс: Симанић 26 |                   | Мишковић 15 Николић 8 Атић, Церовина 3 Николић 15 |             | Хала Пионир, Београд Гледаоци: 3.274 Судије: Миливоје Јовчић, Марио Мајкић, Игор Драгојевић |  |

### Разигравање за титулу (Плеј-оф)
Црвена звезда је завршницу најзначајнијег такмичења у сезони дочекала веома ослабљена. На првој утакмици доигравања повредио се најбољи играч и члан први члан идеалне петорке АБА лиге Џо Регланд. А онда на другој утакмици финалне серије повредио се и други члан идеалне петорке лиге Стратос Перпероглу. Упркос томе Црвена звезда је одиграла веома добро нарочито на домаћем терену. Тако је у 4 узастопне утакмице доигравања противник савладан просечном разликом од 30 поена. Остаће забележено да је крајем утакмице Звезда постигла дупло више поена, што је невероватан податак поготово за финале неког такичења. У њиховом одсуству сви играчи су имали своју улогу а Били Барон је проглашен за најбољег играча доигравања.

#### Полуфинале
| 23. 3. 2019. 19:00 | Извештај | Црвена звезда МТС                                                              | 106 : 101 | Партизан НИС                              | Хала Пионир, Београд Гледаоци: 5.989 Судије: Илија Белошевић, Дамир Јавор, Томислав Хордов |  |
| 23. 3. 2019. 19:00 | Извештај | Четвртине: 21:11, 15:24, 24:28, 25:22, 21:16                                   |           |                                           | Хала Пионир, Београд Гледаоци: 5.989 Судије: Илија Белошевић, Дамир Јавор, Томислав Хордов |  |
| 23. 3. 2019. 19:00 | Извештај | Поени: Барон 23 Скокови: Давидовац 6 Асистенције: Човић 9 Индекс: Давидовац 26 |           | Маринковић 20 Си 6 Ренфро 8 Маринковић 21 | Хала Пионир, Београд Гледаоци: 5.989 Судије: Илија Белошевић, Дамир Јавор, Томислав Хордов |  |

| 30. 3. 2019. 18:00 | Извештај | Партизан НИС                                                                          | 70 : 67 | Црвена звезда МТС                         | Хала Пионир, Београд Гледаоци: 5.000 Судије: Матеј Болтаузер, Саша Пукл, Милош Кољеншић |  |
| 30. 3. 2019. 18:00 | Извештај | Четвртине: 13:9, 21:18, 14:22, 22:18                                                  |         |                                           | Хала Пионир, Београд Гледаоци: 5.000 Судије: Матеј Болтаузер, Саша Пукл, Милош Кољеншић |  |
| 30. 3. 2019. 18:00 | Извештај | Поени: Маринковић 18 Скокови: Лендејл 8 Асистенције: 4 играча 3 Индекс: Маринковић 22 |         | Перпероглу 16 Оџо 6 Човић 7 Перпероглу 12 | Хала Пионир, Београд Гледаоци: 5.000 Судије: Матеј Болтаузер, Саша Пукл, Милош Кољеншић |  |

| 6. 4. 2019. 18:00 | Извештај | Црвена звезда МТС                                                                 | 84 : 63 | Партизан НИС                                          | Хала Пионир, Београд Гледаоци: 6.858 Судије: Сретен Радовић, Сашо Петек, Марио Мајкић |  |
| 6. 4. 2019. 18:00 | Извештај | Четвртине: 21:13, 23:15, 20:13, 20:22                                             |         |                                                       | Хала Пионир, Београд Гледаоци: 6.858 Судије: Сретен Радовић, Сашо Петек, Марио Мајкић |  |
| 6. 4. 2019. 18:00 | Извештај | Поени: Перпероглу 18 Скокови: Оџо 8 Асистенције: Човић 6 Индекс: Добрић, Човић 13 |         | Маринковић 12 Величковић, Пејџ 6 Ренфро 8 Јанковић 15 | Хала Пионир, Београд Гледаоци: 6.858 Судије: Сретен Радовић, Сашо Петек, Марио Мајкић |  |

#### Финале
| 12. 4. 2019. 19:00 | Извештај | Црвена звезда МТС                                                            | 91 : 72 | Будућност ВОЛИ                               | Хала Пионир, Београд Гледаоци: 6.374 Судије: Матеј Болтаузер, Саша Пукл, Томислав Хордов |  |
| 12. 4. 2019. 19:00 | Извештај | Четвртине: 18:20, 27:22, 20:10, 26:20                                        |         |                                              | Хала Пионир, Београд Гледаоци: 6.374 Судије: Матеј Болтаузер, Саша Пукл, Томислав Хордов |  |
| 12. 4. 2019. 19:00 | Извештај | Поени: Барон 19 Скокови: Оџо, Цирбес 6 Асистенције: Човић 6 Индекс: Барон 27 |         | Кол 18 Битадзе, Кларк 6 Гордић, Кол 4 Кол 16 | Хала Пионир, Београд Гледаоци: 6.374 Судије: Матеј Болтаузер, Саша Пукл, Томислав Хордов |  |

| 14. 4. 2019. 19:00 | Извештај | Црвена звезда МТС                                                           | 107 : 69 | Будућност ВОЛИ                        | Хала Пионир, Београд Гледаоци: 6.397 Судије: Сретен Радовић, Дамир Јавор, Милош Кољеншић |  |
| 14. 4. 2019. 19:00 | Извештај | Четвртине: 26:19, 28:19, 22:16, 31:15                                       |          |                                       | Хала Пионир, Београд Гледаоци: 6.397 Судије: Сретен Радовић, Дамир Јавор, Милош Кољеншић |  |
| 14. 4. 2019. 19:00 | Извештај | Поени: Перпероглу 17 Скокови: Фаје 6 Асистенције: Човић 7 Индекс: Риверс 20 |          | Гордић 11 Џексон 7 Гордић 6 Гордић 18 | Хала Пионир, Београд Гледаоци: 6.397 Судије: Сретен Радовић, Дамир Јавор, Милош Кољеншић |  |

| 17. 4. 2019. 19:00 | Извештај | Будућност ВОЛИ                                                    | 80 : 72 | Црвена звезда МТС                      | Спортски центар Морача, Подгорица Гледаоци: 5.860 Судије: Томислав Хордов, Марио Мајкић, Марко Јурас |  |
| 17. 4. 2019. 19:00 | Извештај | Четвртине: 18:25, 27:25, 21:8, 14:14                              |         |                                        | Спортски центар Морача, Подгорица Гледаоци: 5.860 Судије: Томислав Хордов, Марио Мајкић, Марко Јурас |  |
| 17. 4. 2019. 19:00 | Извештај | Поени: Кол 20 Скокови: Кол 7 Асистенције: Гордић 4 Индекс: Кол 20 |         | Риверс 19 Фаје, Оџо 10 Човић 4 Фаје 15 | Спортски центар Морача, Подгорица Гледаоци: 5.860 Судије: Томислав Хордов, Марио Мајкић, Марко Јурас |  |

| 19. 4. 2019. 19:00 | Извештај | Будућност ВОЛИ                                                 | 84 : 80 | Црвена звезда МТС               | Спортски центар Морача, Подгорица Гледаоци: 5.360 Судије: Дамир Јавор, Сашо Петек, Урош Николић |  |
| 19. 4. 2019. 19:00 | Извештај | Четвртине: 20:25, 15:13, 22:20, 27:22                          |         |                                 | Спортски центар Морача, Подгорица Гледаоци: 5.360 Судије: Дамир Јавор, Сашо Петек, Урош Николић |  |
| 19. 4. 2019. 19:00 | Извештај | Поени: Кол 31 Скокови: Кол 6 Асистенције: Кол 6 Индекс: Кол 36 |         | Барон 24 Оџо 10 Фаје 4 Барон 23 | Спортски центар Морача, Подгорица Гледаоци: 5.360 Судије: Дамир Јавор, Сашо Петек, Урош Николић |  |

| 22. 4. 2019. 19:00 | Извештај | Црвена звезда МТС                                                                       | 97 : 54 | Будућност ВОЛИ                     | Хала Пионир, Београд Гледаоци: 6.500 Судије: Саша Пукл, Томислав Хордов, Марио Мајкић |  |
| 22. 4. 2019. 19:00 | Извештај | Четвртине: 18:13, 29:8, 27:16, 23:17                                                    |         |                                    | Хала Пионир, Београд Гледаоци: 6.500 Судије: Саша Пукл, Томислав Хордов, Марио Мајкић |  |
| 22. 4. 2019. 19:00 | Извештај | Поени: Риверс 21 Скокови: Оџо, Риверс 6 Асистенције: Човић 9 Индекс: Риверс, Симанић 21 |         | Кол 9 Кларк 7 Кол 3 Гордић, Кол 10 | Хала Пионир, Београд Гледаоци: 6.500 Судије: Саша Пукл, Томислав Хордов, Марио Мајкић |  |

## Суперкуп Јадранске лиге
Домаћин турнира били су Лакташи у периоду од 20. до 23. септембра 2018. године, а сви мечеви су одиграни у Спортској дворани Лакташи.

### Четвртфинале
| 21. 9. 2018. 20:30 | Извештај | Црвена звезда МТС                                                                  | 86 : 60 | Петрол Олимпија                       | Спортска дворана Лакташи, Лакташи Гледаоци: Милош Кољеншић, Игор Драгојевић, Саша Бабић Судије: 1.500 |  |
| 21. 9. 2018. 20:30 | Извештај | Четвртине: 20:28, 20:14, 20:9, 26:9                                                |         |                                       | Спортска дворана Лакташи, Лакташи Гледаоци: Милош Кољеншић, Игор Драгојевић, Саша Бабић Судије: 1.500 |  |
| 21. 9. 2018. 20:30 | Извештај | Поени: Цирбес 14 Скокови: Фаје 8 Асистенције: Раданов, Регланд 5 Индекс: Цирбес 20 |         | Месичек 15 Бегић 5 Месичек 4 Лазић 17 | Спортска дворана Лакташи, Лакташи Гледаоци: Милош Кољеншић, Игор Драгојевић, Саша Бабић Судије: 1.500 |  |

### Полуфинале
| 22. 9. 2018. 20:30 | Извештај | Цедевита                                                                    | 68 : 79 | Црвена звезда МТС                 | Спортска дворана Лакташи, Лакташи Гледаоци: 2.200 Судије: Милош Кољеншић, Марио Мајкић, Саша Бабић |  |
| 22. 9. 2018. 20:30 | Извештај | Четвртине: 16:25, 11:20, 17:11, 24:23                                       |         |                                   | Спортска дворана Лакташи, Лакташи Гледаоци: 2.200 Судије: Милош Кољеншић, Марио Мајкић, Саша Бабић |  |
| 22. 9. 2018. 20:30 | Извештај | Поени: 4 играча 10 Скокови: Агилар 7 Асистенције: Магет 5 Индекс: Агилар 14 |         | Регланд 20 Фаје 7 Човић 4 Фаје 22 | Спортска дворана Лакташи, Лакташи Гледаоци: 2.200 Судије: Милош Кољеншић, Марио Мајкић, Саша Бабић |  |

### Финале
| 23. 9. 2018. 21:00 | Извештај | Будућност ВОЛИ                                                                 | 75 : 89 | Црвена звезда МТС                           | Спортска дворана Лакташи, Лакташи Гледаоци: 2.500 Судије: Саша Пукл, Томислав Хордов, Марио Мајкић |  |
| 23. 9. 2018. 21:00 | Извештај | Четвртине: 16:28, 16:29, 23:21, 20:11                                          |         |                                             | Спортска дворана Лакташи, Лакташи Гледаоци: 2.500 Судије: Саша Пукл, Томислав Хордов, Марио Мајкић |  |
| 23. 9. 2018. 21:00 | Извештај | Поени: Баровић 19 Скокови: К. Кларк 6 Асистенције: Џексон 5 Индекс: Баровић 23 |         | Фаје 14 Лазић, Цирбес 5 Регланд 7 Цирбес 16 | Спортска дворана Лакташи, Лакташи Гледаоци: 2.500 Судије: Саша Пукл, Томислав Хордов, Марио Мајкић |  |

## Суперлига Србије
Правилима Суперлиге Србије прописано је да сваки тим може пријавити највише четири инострана играча, те је Црвена звезда ово такмичење играла без Џоа Регланда, Стратоса Перпероглуа и Мајка Цирбеса.

### Група А
|   | Тим                 | Игр. | Поб. | Изг. | П+  | П-  | П+/- | Бод |
| - | ------------------- | ---- | ---- | ---- | --- | --- | ---- | --- |
| 1 | Црвена звезда МТС   | 10   | 10   | 0    | 854 | 630 | +224 | 20  |
| 2 | ФМП                 | 10   | 8    | 2    | 814 | 688 | +136 | 18  |
| 3 | Борац Чачак         | 10   | 6    | 4    | 776 | 799 | -23  | 16  |
| 4 | Златибор            | 10   | 3    | 7    | 728 | 803 | -75  | 13  |
| 5 | ОКК Београд         | 10   | 2    | 8    | 807 | 884 | -77  | 12  |
| 6 | Дунав Стари Бановци | 10   | 1    | 9    | 723 | 908 | -185 | 11  |

Легенда:
| 27. 4. 2019. 18:00 | Извештај | Црвена звезда МТС                                                         | 101 : 60 | Дунав Стари Бановци                      | Хала Пионир, Београд Гледаоци: 2.367 Судије: Саша Маричић, Јасмина Јурас, Душко Седлар |  |
| 27. 4. 2019. 18:00 | Извештај | Четвртине: 26:15, 33:16, 23:20, 19:9                                      |          |                                          | Хала Пионир, Београд Гледаоци: 2.367 Судије: Саша Маричић, Јасмина Јурас, Душко Седлар |  |
| 27. 4. 2019. 18:00 | Извештај | Поени: Ристић 18 Скокови: Ристић 8 Асистенције: Човић 7 Индекс: Ристић 32 |          | Николић 11 Николић 10 Симић 4 Николић 19 | Хала Пионир, Београд Гледаоци: 2.367 Судије: Саша Маричић, Јасмина Јурас, Душко Седлар |  |

| 1. 5. 2019. 19:00 | Извештај | Златибор                                                                                   | 68 : 82 | Црвена звезда МТС                               | Спортска хала КСЦ, Чајетина Гледаоци: 1.100 Судије: Илија Белошевић, Владимир Јевтовић, Стефан Ћалић |  |
| 1. 5. 2019. 19:00 | Извештај | Четвртине: 16:23, 26:27, 15:20, 11:12                                                      |         |                                                 | Спортска хала КСЦ, Чајетина Гледаоци: 1.100 Судије: Илија Белошевић, Владимир Јевтовић, Стефан Ћалић |  |
| 1. 5. 2019. 19:00 | Извештај | Поени: Бјелица 13 Скокови: 4 играча 3 Асистенције: Воркапић, Николић 4 Индекс: Павловић 11 |         | Давидовац 22 Оџо, Ристић 9 Човић 3 Давидовац 26 | Спортска хала КСЦ, Чајетина Гледаоци: 1.100 Судије: Илија Белошевић, Владимир Јевтовић, Стефан Ћалић |  |

| 4. 5. 2019. 17:00 | Извештај | Црвена звезда МТС                                                           | 82 : 65 | ФМП                                         | Хала Пионир, Београд Гледаоци: 1.829 Судије: Саша Маричић, Владимир Јевтовић, Немања Нинковић |  |
| 4. 5. 2019. 17:00 | Извештај | Четвртине: 21:14, 28:13, 13:25, 20:13                                       |         |                                             | Хала Пионир, Београд Гледаоци: 1.829 Судије: Саша Маричић, Владимир Јевтовић, Немања Нинковић |  |
| 4. 5. 2019. 17:00 | Извештај | Поени: Ристић 16 Скокови: Ристић 10 Асистенције: Човић 16 Индекс: Ристић 20 |         | Дилејни 18 Шешлија 7 Ускоковић 7 Дилејни 20 | Хала Пионир, Београд Гледаоци: 1.829 Судије: Саша Маричић, Владимир Јевтовић, Немања Нинковић |  |

| 8. 5. 2019. 19:00 | Извештај | Црвена звезда МТС                                                          | 82 : 50 | ОКК Београд                                  | Хала Пионир, Београд Судије: Миливоје Јовчић, Синиша Прпа, Владимир Весковић |  |
| 8. 5. 2019. 19:00 | Извештај | Четвртине: 19:16, 23:13, 25:14, 15:7                                       |         |                                              | Хала Пионир, Београд Судије: Миливоје Јовчић, Синиша Прпа, Владимир Весковић |  |
| 8. 5. 2019. 19:00 | Извештај | Поени: Ристић 15 Скокови: Ристић 7 Асистенције: Човић 12 Индекс: Добрић 21 |         | Церовина 15 Ланговић 8 Мусић 6 Танасковић 12 | Хала Пионир, Београд Судије: Миливоје Јовчић, Синиша Прпа, Владимир Весковић |  |

| 11. 5. 2019. 20:00 | Извештај | Борац Чачак                                                                                 | 67 : 77 | Црвена звезда МТС                         | Хала Борца крај Мораве, Чачак Гледаоци: 2.500 Судије: Милија Војиновић, Александар Глишић, Иван Стефановић |  |
| 11. 5. 2019. 20:00 | Извештај | Четвртине: 23:17, 18:21, 15:22, 11:17                                                       |         |                                           | Хала Борца крај Мораве, Чачак Гледаоци: 2.500 Судије: Милија Војиновић, Александар Глишић, Иван Стефановић |  |
| 11. 5. 2019. 20:00 | Извештај | Поени: И. Ђоковић 22 Скокови: Мајсторовић 6 Асистенције: Р. Ђоковић 5 Индекс: И. Ђоковић 19 |         | Лазић, Риверс 18 Фаје 10 Човић 8 Лазић 17 | Хала Борца крај Мораве, Чачак Гледаоци: 2.500 Судије: Милија Војиновић, Александар Глишић, Иван Стефановић |  |

| 15. 5. 2019. 20:00 | Извештај | Дунав Стари Бановци                                                            | 65 : 91 | Црвена звезда МТС                  | Хала Парк, Стари Бановци Гледаоци: 1.036 Судије: Марко Јурас, Владимир Весковић, Јасмина Јурас |  |
| 15. 5. 2019. 20:00 | Извештај | Четвртине: 19:22, 13:23, 16:22, 17:24                                          |         |                                    | Хала Парк, Стари Бановци Гледаоци: 1.036 Судије: Марко Јурас, Владимир Весковић, Јасмина Јурас |  |
| 15. 5. 2019. 20:00 | Извештај | Поени: Ивић 11 Скокови: Ковачевић 7 Асистенције: Шућов 4 Индекс: Грушановић 11 |         | Давидовац 19 Оџо 10 Човић 5 Оџо 29 | Хала Парк, Стари Бановци Гледаоци: 1.036 Судије: Марко Јурас, Владимир Весковић, Јасмина Јурас |  |

| 18. 5. 2019. 17:00 | Извештај | Црвена звезда МТС                                                                         | 83 : 57 | Златибор                                     | Хала Пионир, Београд Гледаоци: 367 Судије: Илија Белошевић, Бранислав Мрдак, Јасмина Јурас |  |
| 18. 5. 2019. 17:00 | Извештај | Четвртине: 25:16, 19:19, 26:12, 13:10                                                     |         |                                              | Хала Пионир, Београд Гледаоци: 367 Судије: Илија Белошевић, Бранислав Мрдак, Јасмина Јурас |  |
| 18. 5. 2019. 17:00 | Извештај | Поени: Човић 16 Скокови: Риверс 6 Асистенције: Барон, Давидовац, Човић 4 Индекс: Човић 21 |         | Бабовић 17 Маројевић 7 Воркапић 8 Бабовић 15 | Хала Пионир, Београд Гледаоци: 367 Судије: Илија Белошевић, Бранислав Мрдак, Јасмина Јурас |  |

| 22. 5. 2019. 20:00 | Извештај | ФМП                                                                           | 62 : 77 | Црвена звезда МТС                                   | Дворана Железник, Београд Гледаоци: 580 Судије: Урош Николић, Иван Стефановић, Радош Арсенијевић |  |
| 22. 5. 2019. 20:00 | Извештај | Четвртине: 14:16, 20:19, 16:21, 12:21                                         |         |                                                     | Дворана Железник, Београд Гледаоци: 580 Судије: Урош Николић, Иван Стефановић, Радош Арсенијевић |  |
| 22. 5. 2019. 20:00 | Извештај | Поени: Ђорђевић 16 Скокови: Ђорђевић 6 Асистенције: Пот 5 Индекс: Ђорђевић 15 |         | Добрић 19 Ристић 8 Барон, Риверс, Човић 4 Добрић 21 | Дворана Железник, Београд Гледаоци: 580 Судије: Урош Николић, Иван Стефановић, Радош Арсенијевић |  |

| 25. 5. 2019. 17:00 | Извештај | ОКК Београд                                                                            | 78 : 93 | Црвена звезда МТС              | Хала Мега фактори, Београд Гледаоци: 300 Судије: Урош Обркнежевић, Бранислав Мрдак, Душко Седлар |  |
| 25. 5. 2019. 17:00 | Извештај | Четвртине: 17:27, 20:24, 18:25, 23:17                                                  |         |                                | Хала Мега фактори, Београд Гледаоци: 300 Судије: Урош Обркнежевић, Бранислав Мрдак, Душко Седлар |  |
| 25. 5. 2019. 17:00 | Извештај | Поени: Симеуновић 24 Скокови: Станић 6 Асистенције: Симеуновић 6 Индекс: Симеуновић 32 |         | Оџо 14 Фаје 6 Ненадић 8 Оџо 21 | Хала Мега фактори, Београд Гледаоци: 300 Судије: Урош Обркнежевић, Бранислав Мрдак, Душко Седлар |  |

| 29. 5. 2019. 18:00 | Извештај | Црвена звезда МТС                                                         | 86 : 58 | Борац Чачак                               | Хала Пионир, Београд Гледаоци: 1.406 |  |
| 29. 5. 2019. 18:00 | Извештај | Четвртине: 20:20, 17:17, 21:11, 28:10                                     |         |                                           | Хала Пионир, Београд Гледаоци: 1.406 |  |
| 29. 5. 2019. 18:00 | Извештај | Поени: Ристић 16 Скокови: Ристић 9 Асистенције: Човић 5 Индекс: Ристић 27 |         | Кочовић 15 Милетић 8 Кочовић 4 Кочовић 15 | Хала Пионир, Београд Гледаоци: 1.406 |  |

### Разигравање за титулу

#### Полуфинале
| 2. 6. 2019. 19:00 | Извештај | Црвена звезда МТС                                                                     | 83 : 72 | Мега Бемакс                                  | Хала Пионир, Београд Гледаоци: 1.976 Судије: Милија Војиновић, Александар Глишић, Саша Маричић |  |
| 2. 6. 2019. 19:00 | Извештај | Четвртине: 12:17, 26:23, 20:17, 25:15                                                 |         |                                              | Хала Пионир, Београд Гледаоци: 1.976 Судије: Милија Војиновић, Александар Глишић, Саша Маричић |  |
| 2. 6. 2019. 19:00 | Извештај | Поени: Барон 24 Скокови: Фаје 9 Асистенције: Добрић, Риверс, Човић 3 Индекс: Човић 18 |         | Ашћерић 20 Битадзе 8 Атић, Битадзе 6 Атић 18 | Хала Пионир, Београд Гледаоци: 1.976 Судије: Милија Војиновић, Александар Глишић, Саша Маричић |  |

| 4. 6. 2019. 19:00 | Извештај | Мега Бемакс                                                                  | 91 : 96 | Црвена звезда МТС                 | Мега фектори, Београд Гледаоци: 500 Судије: Илија Белошевић, Урош Обркнежевић, Синиша Прпа |  |
| 4. 6. 2019. 19:00 | Извештај | Четвртине: 25:24, 25:25, 22:24, 19:23                                        |         |                                   | Мега фектори, Београд Гледаоци: 500 Судије: Илија Белошевић, Урош Обркнежевић, Синиша Прпа |  |
| 4. 6. 2019. 19:00 | Извештај | Поени: Мокока 22 Скокови: Атић, Фундић 7 Асистенције: Атић 9 Индекс: Атић 27 |         | Риверс 29 Оџо 6 Човић 4 Риверс 24 | Мега фектори, Београд Гледаоци: 500 Судије: Илија Белошевић, Урош Обркнежевић, Синиша Прпа |  |

#### Финале
| 10. 6. 2019. 18:00 | Извештај | Црвена звезда МТС                                                        | 98 : 94 | Партизан НИС                                        | Хала Пионир, Београд Гледаоци: 5.231 Судије: Миливоје Јовчић, Александар Глишић, Владимир Јевтовић |  |
| 10. 6. 2019. 18:00 | Извештај | Четвртине: 30:22, 18:18, 25:28, 25:26                                    |         |                                                     | Хала Пионир, Београд Гледаоци: 5.231 Судије: Миливоје Јовчић, Александар Глишић, Владимир Јевтовић |  |
| 10. 6. 2019. 18:00 | Извештај | Поени: Давидовац 20 Скокови: Оџо 8 Асистенције: Човић 5 Индекс: Човић 28 |         | Ренфро 20 Н. Јанковић 7 Јарамаз, Ренфро 4 Ренфро 24 | Хала Пионир, Београд Гледаоци: 5.231 Судије: Миливоје Јовчић, Александар Глишић, Владимир Јевтовић |  |

| 12. 6. 2019. 19:00 | Извештај | Партизан НИС                                                                        | 73 : 72 | Црвена звезда МТС             | Хала Пионир, Београд Гледаоци: 6.500 Судије: Илија Белошевић, Марко Јурас, Урош Обркнежевић |  |
| 12. 6. 2019. 19:00 | Извештај | Четвртине: 17:9, 19:20, 13:24, 24:19                                                |         |                               | Хала Пионир, Београд Гледаоци: 6.500 Судије: Илија Белошевић, Марко Јурас, Урош Обркнежевић |  |
| 12. 6. 2019. 19:00 | Извештај | Поени: Пејџ 19 Скокови: Н. Јанковић 10 Асистенције: Ренфро 3 Индекс: Н. Јанковић 19 |         | Фаје 14 Оџо 7 Барон 7 Фаје 18 | Хала Пионир, Београд Гледаоци: 6.500 Судије: Илија Белошевић, Марко Јурас, Урош Обркнежевић |  |

| 15. 6. 2019. 18:00 | Извештај | Црвена звезда МТС                                                     | 96 : 90 | Партизан НИС                              | Хала Пионир, Београд Гледаоци: 5.634 Судије: Миливоје Јовчић, Марко Јурас, Урош Николић |  |
| 15. 6. 2019. 18:00 | Извештај | Четвртине: 22:18, 26:27, 20:19, 28:26                                 |         |                                           | Хала Пионир, Београд Гледаоци: 5.634 Судије: Миливоје Јовчић, Марко Јурас, Урош Николић |  |
| 15. 6. 2019. 18:00 | Извештај | Поени: Барон 25 Скокови: Фаје 9 Асистенције: Човић 8 Индекс: Барон 28 |         | Маринковић 21 Ренфро 6 Ренфро 8 Ренфро 35 | Хала Пионир, Београд Гледаоци: 5.634 Судије: Миливоје Јовчић, Марко Јурас, Урош Николић |  |

| 17. 6. 2019. 18:00 | Извештај | Партизан НИС                                                                           | 75 : 76 | Црвена звезда МТС               | Хала Пионир, Београд Гледаоци: 6.500 Судије: Илија Белошевић, Урош Обркнежевић, Урош Николић |  |
| 17. 6. 2019. 18:00 | Извештај | Четвртине: 23:16, 19:18, 10:18, 23:24                                                  |         |                                 | Хала Пионир, Београд Гледаоци: 6.500 Судије: Илија Белошевић, Урош Обркнежевић, Урош Николић |  |
| 17. 6. 2019. 18:00 | Извештај | Поени: Гагић, Ренфро 11 Скокови: Величковић 7 Асистенције: Ренфро 4 Индекс: Јарамаз 13 |         | Барон 21 Оџо 7 Човић 7 Барон 19 | Хала Пионир, Београд Гледаоци: 6.500 Судије: Илија Белошевић, Урош Обркнежевић, Урош Николић |  |

## Куп Радивоја Кораћа
Због правилника о максималном броју иностраних играча Црвена звезда је одлучила да наступи без следеће тројке првотимаца: Мохамед Фаје, Мајкл Оџо и Кеј Си Риверс.

### Четвртфинале
| 15. 2. 2019. 19:30 | Извештај | Црвена звезда МТС                                                         | 75 : 70 | Динамик ВИП ПЕЈ                          | Спортски центар Чаир, Ниш Гледаоци: 3.000 Судије: Александар Глишић, Синиша Прпа, Радош Арсенијевић |  |
| 15. 2. 2019. 19:30 | Извештај | Четвртине: 13:19, 17:20, 18:19, 27:12                                     |         |                                          | Спортски центар Чаир, Ниш Гледаоци: 3.000 Судије: Александар Глишић, Синиша Прпа, Радош Арсенијевић |  |
| 15. 2. 2019. 19:30 | Извештај | Поени: Барон 21 Скокови: Цирбес 7 Асистенције: Регланд 8 Индекс: Барон 27 |         | Глишић 23 Глишић 9 Ракићевић 6 Глишић 29 | Спортски центар Чаир, Ниш Гледаоци: 3.000 Судије: Александар Глишић, Синиша Прпа, Радош Арсенијевић |  |

### Полуфинале
| 16. 2. 2019. 21:00 | Извештај | Мега Бемакс                                                                  | 73 : 92 | Црвена звезда МТС                         | Спортски центар Чаир, Ниш Гледаоци: 3.000 Судије: Миливоје Јовчић, Милија Војиновић, Марко Јурас |  |
| 16. 2. 2019. 21:00 | Извештај | Четвртине: 16:12, 21:30, 24:18, 12:32                                        |         |                                           | Спортски центар Чаир, Ниш Гледаоци: 3.000 Судије: Миливоје Јовчић, Милија Војиновић, Марко Јурас |  |
| 16. 2. 2019. 21:00 | Извештај | Поени: Атић 20 Скокови: Станић 9 Асистенције: Ратковица 10 Индекс: Станић 24 |         | Барон 20 Ристић 8 Регланд 9 Перпероглу 19 | Спортски центар Чаир, Ниш Гледаоци: 3.000 Судије: Миливоје Јовчић, Милија Војиновић, Марко Јурас |  |

### Финале
| 17. 2. 2019. 17:00 | Извештај | Партизан НИС                                                                         | 76 : 74 | Црвена звезда МТС                                  | Спортски центар Чаир, Ниш Гледаоци: 4.500 Судије: Илија Белошевић, Урош Обркнежевић, Миливоје Јовчић |  |
| 17. 2. 2019. 17:00 | Извештај | Четвртине: 19:18, 18:15, 18:24, 21:17                                                |         |                                                    | Спортски центар Чаир, Ниш Гледаоци: 4.500 Судије: Илија Белошевић, Урош Обркнежевић, Миливоје Јовчић |  |
| 17. 2. 2019. 17:00 | Извештај | Поени: Лендејл, Ренфро 18 Скокови: Ренфро 7 Асистенције: Ренфро 10 Индекс: Ренфро 26 |         | Барон 18 Перпероглу, Ристић 5 Регланд 9 Регланд 20 | Спортски центар Чаир, Ниш Гледаоци: 4.500 Судије: Илија Белошевић, Урош Обркнежевић, Миливоје Јовчић |  |

## Појединачне награде
- Идеална стартна петорка Јадранске лиге 2018/19:
  -   Џо Регланд
  -  Стратос Перпероглу
- Најкориснији играч плеј-офа Јадранске лиге 2018/19:
  -  Били Барон
- Најкориснији играч кола Јадранске лиге 2018/19:
  -  Дејан Давидовац (1. коло полуфинала плеј-офа, индекс 26)
  -  Били Барон (1. коло финала плеј-офа, индекс 27)
  -  Кеј Си Риверс (2. коло финала плеј-офа, индекс 20)
  -  Кеј Си Риверс (5. коло финала плеј-офа, индекс 21)
- Најкориснији играч Суперкупа Јадранске лиге 2018:
  -  Мохамед Фаје

## Појединачне статистике

### Еврокуп
Извор
| #  | Играч              | Утак. | Мин.    | Пое. | За 2 поена | За 3 поена | Сл. бацања | Ск. у нап. | Ск. у одб. | Асис. | Укр. | Изг. | Блок. | Блок. прим. | Нач. ЛГ | Изн. ЛГ | Инд. |
| -- | ------------------ | ----- | ------- | ---- | ---------- | ---------- | ---------- | ---------- | ---------- | ----- | ---- | ---- | ----- | ----------- | ------- | ------- | ---- |
| 1  | Џо Регланд         | 16    | 430:39  | 236  | 72 / 112   | 17 / 48    | 41 / 54    | 4          | 27         | 96    | 21   | 47   | 0     | 8           | 35      | 58      | 268  |
| 2  | Алекса Раданов     | 8     | 49:47   | 19   | 3 / 8      | 3 / 4      | 4 / 7      | 0          | 4          | 5     | 1    | 4    | 0     | 0           | 8       | 6       | 14   |
| 3  | Филип Човић        | 13    | 177:18  | 82   | 12 / 22    | 13 / 40    | 19 / 23    | 2          | 8          | 34    | 4    | 13   | 0     | 4           | 23      | 30      | 79   |
| 4  | Марко Кешељ        | 4     | 49:31   | 18   | 3 / 3      | 3 / 8      | 3 / 3      | 1          | 3          | 1     | 1    | 2    | 1     | 0           | 5       | 3       | 16   |
| 5  | Стратос Перпероглу | 16    | 370:48  | 172  | 38 / 83    | 24 / 58    | 24 / 34    | 9          | 36         | 25    | 13   | 20   | 4     | 2           | 34      | 40      | 154  |
| 7  | Дејан Давидовац    | 8     | 87:06   | 31   | 9 / 13     | 2 / 9      | 7 / 13     | 3          | 4          | 12    | 0    | 6    | 0     | 1           | 10      | 13      | 29   |
| 9  | Немања Ненадић     | 5     | 47:35   | 25   | 4 / 8      | 4 / 5      | 5 / 10     | 3          | 4          | 9     | 3    | 4    | 0     | 1           | 8       | 7       | 28   |
| 10 | Бранко Лазић       | 12    | 199:59  | 38   | 8 / 15     | 7 / 20     | 1 / 2      | 8          | 13         | 9     | 5    | 7    | 1     | 1           | 32      | 9       | 22   |
| 11 | Мохамед Фаје       | 13    | 324:34  | 106  | 18 / 34    | 17 / 48    | 19 / 24    | 24         | 66         | 21    | 10   | 15   | 9     | 3           | 26      | 22      | 162  |
| 12 | Били Барон         | 16    | 431:30  | 206  | 26 / 51    | 41 / 83    | 31 / 38    | 3          | 38         | 45    | 8    | 31   | 0     | 4           | 18      | 38      | 211  |
| 13 | Огњен Добрић       | 12    | 226:01  | 82   | 19 / 40    | 13 / 35    | 5 / 8      | 9          | 18         | 8     | 10   | 7    | 3     | 1           | 20      | 16      | 72   |
| 14 | Душан Ристић       | 13    | 105:09  | 31   | 13 / 28    | 0 / 1      | 5 / 5      | 10         | 26         | 1     | 2    | 8    | 2     | 3           | 10      | 8       | 43   |
| 22 | Бориша Симанић     | 15    | 188:44  | 74   | 19 / 30    | 11 / 31    | 3 / 4      | 7          | 30         | 11    | 9    | 5    | 12    | 2           | 19      | 3       | 88   |
| 33 | Мајк Цирбес        | 14    | 268:54  | 91   | 41 / 62    | 0 / 0      | 9 / 24     | 17         | 34         | 11    | 7    | 32   | 6     | 2           | 28      | 26      | 94   |
| 50 | Мајкл Оџо          | 16    | 242:25  | 104  | 41 / 58    | 0 / 0      | 22 / 34    | 26         | 46         | 6     | 8    | 15   | 14    | 1           | 32      | 40      | 167  |
|    | Укупно             |       | 3200:00 | 1315 | 326 / 567  | 155 / 390  | 198 / 283  | 160        | 380        | 294   | 102  | 223  | 52    | 33          | 308     | 319     | 1497 |

### Јадранска лига
Извор
| #  | Играч              | Утак. | Мин. | Пое. | За 2 поена | За 3 поена | Сл. бацања | Ск. у нап. | Ск. у одб. | Асис. | Укр. | Изг. | Блок. | Блок. прим. | Нач. ЛГ | Изн. ЛГ | Инд. |
| -- | ------------------ | ----- | ---- | ---- | ---------- | ---------- | ---------- | ---------- | ---------- | ----- | ---- | ---- | ----- | ----------- | ------- | ------- | ---- |
| 1  | Џо Регланд         | 22    | 490  | 235  | 68 / 112   | 22 / 70    | 33 / 39    | 4          | 38         | 126   | 24   | 55   | 1     | 8           | 48      | 71      | 295  |
| 2  | Алекса Раданов     | 7     | 60   | 25   | 7 / 7      | 3 / 3      | 2 / 3      | 1          | 6          | 3     | 5    | 3    | 0     | 0           | 15      | 3       | 24   |
| 3  | Филип Човић        | 25    | 443  | 145  | 24 / 55    | 19 / 59    | 40 / 52    | 3          | 30         | 124   | 10   | 25   | 0     | 9           | 72      | 77      | 200  |
| 4  | Марко Кешељ        | 11    | 107  | 56   | 4 / 12     | 15 / 27    | 3 / 5      | 8          | 10         | 4     | 3    | 4    | 0     | 2           | 12      | 6       | 47   |
| 5  | Стратос Перпероглу | 23    | 448  | 250  | 71 / 127   | 26 / 71    | 30 / 52    | 17         | 48         | 41    | 21   | 31   | 3     | 6           | 37      | 52      | 235  |
| 7  | Дејан Давидовац    | 22    | 360  | 126  | 26 / 45    | 15 / 51    | 29 / 40    | 17         | 61         | 40    | 20   | 28   | 10    | 2           | 36      | 52      | 194  |
| 9  | Немања Ненадић     | 17    | 167  | 62   | 12 / 38    | 6 / 22     | 20 / 34    | 7          | 17         | 18    | 4    | 14   | 0     | 6           | 25      | 28      | 35   |
| 10 | Бранко Лазић       | 25    | 354  | 97   | 12 / 25    | 17 / 45    | 22 / 28    | 10         | 24         | 9     | 15   | 16   | 1     | 1           | 63      | 44      | 73   |
| 11 | Мохамед Фаје       | 27    | 550  | 184  | 39 / 54    | 23 / 69    | 37 / 47    | 27         | 111        | 34    | 15   | 29   | 24    | 4           | 45      | 34      | 280  |
| 12 | Били Барон         | 29    | 623  | 335  | 51 / 84    | 61 / 146   | 50 / 59    | 5          | 61         | 79    | 28   | 40   | 0     | 5           | 47      | 59      | 348  |
| 13 | Огњен Добрић       | 24    | 392  | 212  | 48 / 61    | 32 / 77    | 20 / 27    | 21         | 37         | 14    | 15   | 12   | 4     | 2           | 42      | 23      | 205  |
| 14 | Душан Ристић       | 16    | 133  | 82   | 31 / 58    | 1 / 1      | 17 / 25    | 18         | 20         | 7     | 2    | 5    | 3     | 4           | 14      | 19      | 93   |
| 22 | Бориша Симанић     | 27    | 507  | 188  | 34 / 56    | 32 / 71    | 24 / 26    | 24         | 72         | 26    | 18   | 15   | 26    | 0           | 43      | 24      | 257  |
| 23 | Кеј Си Риверс      | 11    | 212  | 111  | 21 / 46    | 18 / 50    | 15 / 23    | 6          | 21         | 20    | 5    | 17   | 3     | 2           | 30      | 22      | 74   |
| 33 | Мајк Цирбес        | 28    | 437  | 217  | 80 / 128   | 0 / 1      | 57 / 78    | 38         | 69         | 16    | 15   | 51   | 13    | 9           | 70      | 75      | 243  |
| 50 | Мајкл Оџо          | 30    | 573  | 254  | 82 / 126   | 0 / 0      | 90 / 137   | 65         | 128        | 10    | 12   | 50   | 24    | 9           | 75      | 115     | 383  |
|    | Укупно             |       |      | 2579 | 610 / 1034 | 290 / 763  | 489 / 675  | 276        | 753        | 571   | 212  | 395  | 112   | 69          | 674     | 704     | 2986 |

### Суперлига Србије
Извор
| #  | Играч           | Утак. | Мин.   | Пое. | За 2 поена | За 3 поена | Сл. бацања | Ск. у нап. | Ск. у одб. | Асис. | Укр. | Изг. | Блок. | Блок. прим. | Нач. ЛГ | Изн. ЛГ | Инд. |
| -- | --------------- | ----- | ------ | ---- | ---------- | ---------- | ---------- | ---------- | ---------- | ----- | ---- | ---- | ----- | ----------- | ------- | ------- | ---- |
| 2  | Алекса Раданов  | 9     | 81:55  | 18   | 6 / 8      | 1 / 13     | 3 / 6      | 3          | 7          | 4     | 5    | 7    | 1     | 0           | 11      | 6       | 9    |
| 3  | Филип Човић     | 15    | 314:23 | 121  | 17 / 41    | 15 / 47    | 42 / 50    | 5          | 23         | 91    | 13   | 24   | 1     | 5           | 37      | 55      | 179  |
| 4  | Марко Кешељ     | 8     | 72:12  | 28   | 6 / 10     | 4 / 16     | 4 / 4      | 3          | 7          | 3     | 2    | 3    | 0     | 0           | 14      | 4       | 14   |
| 5  | Душан Ристић    | 15    | 248:56 | 120  | 50 / 80    | 0 / 1      | 20 / 24    | 23         | 58         | 9     | 5    | 11   | 7     | 4           | 26      | 25      | 171  |
| 7  | Дејан Давидовац | 16    | 334:54 | 152  | 20 / 40    | 29 / 72    | 25 / 36    | 5          | 43         | 35    | 18   | 18   | 6     | 4           | 30      | 49      | 182  |
| 9  | Немања Ненадић  | 8     | 108:58 | 47   | 17 / 26    | 4 / 17     | 1 / 10     | 2          | 21         | 19    | 5    | 11   | 1     | 0           | 15      | 14      | 52   |
| 10 | Бранко Лазић    | 15    | 269:36 | 94   | 15 / 23    | 17 / 46    | 13 / 15    | 6          | 8          | 13    | 13   | 7    | 2     | 2           | 34      | 15      | 69   |
| 11 | Мохамед Фаје    | 15    | 301:41 | 97   | 14 / 20    | 14 / 39    | 27 / 41    | 23         | 54         | 25    | 13   | 16   | 16    | 3           | 45      | 26      | 145  |
| 12 | Били Барон      | 14    | 284:03 | 158  | 21 / 39    | 28 / 62    | 27 / 30    | 3          | 26         | 41    | 6    | 17   | 1     | 5           | 23      | 28      | 153  |
| 13 | Огњен Добрић    | 15    | 291:24 | 148  | 41 / 58    | 15 / 47    | 21 / 28    | 12         | 24         | 9     | 9    | 12   | 3     | 1           | 15      | 25      | 146  |
| 22 | Бориша Симанић  | 16    | 287:16 | 85   | 16 / 29    | 14 / 41    | 11 / 14    | 12         | 31         | 15    | 8    | 10   | 8     | 1           | 19      | 15      | 101  |
| 23 | Кеј Си Риверс   | 14    | 303:15 | 165  | 34 / 67    | 28 / 69    | 13 / 17    | 6          | 34         | 33    | 18   | 19   | 3     | 5           | 28      | 17      | 146  |
| 50 | Мајкл Оџо       | 16    | 301:27 | 147  | 43 / 58    | 0 / 0      | 61 / 86    | 29         | 60         | 10    | 5    | 38   | 10    | 0           | 47      | 86      | 222  |
|    | Укупно          |       |        | 1375 | 300 / 499  | 169 / 470  | 268 / 361  | 161        | 439        | 307   | 120  | 209  | 59    | 30          | 348     | 365     | 1646 |

## Галерија
- Са утакмице са Златибором
- Семафор - финале АБА лиге